# Jesper Thobo-Carlsen
Jesper Thobo-Carlsen (født 9. oktober 1967) er en dansk journalist og politolog, og tidligere politisk redaktør på dagbladet Politiken.
Thobo-Carlsen blev student fra Sct. Knuds Gymnasium i Odense i 1987 og blev i 1999 cand.scient.pol. fra Aarhus Universitet.
Han blev efter endt uddannelse ansat som researcher på TV 2 Nyhederne og kom i 1999 til Berlingske Tidende, hvor han først var tilknyttet gravergruppen og erhvervsredaktionen som researcher og senere kom på Christiansborg-redaktionen som politisk journalist. I 2005-2006 arbejdede han som journalist i New York blandt andet som stringer for Berlingske Tidende. I november 2006 blev han politisk redaktør på Dagbladet Børsen, og i august 2007 fik han samme stilling på Ritzau. I marts 2010 vendte han tilbage til Berlingske Tidende som politisk redaktør. I december 2012 flyttede han til Berlin som korrespondent for Berlingske. Siden vendte han hjem til Danmark og blev politisk redaktør på Politiken i februar 2015 indtil august 2016.
 Der er for få eller ingen kildehenvisninger i denne artikel, hvilket er et problem. Du kan hjælpe ved at angive troværdige kilder til de påstande, som fremføres i artiklen.